# Слонимский, Александр Леонидович
Алекса́ндр Леони́дович Слони́мский (23 мая [4 июня] 1881, Санкт-Петербург — 14 октября 1964, Москва) — русский советский писатель

 и литературовед, пушкинист, педагог, журналист, редактор. Брат писателя М. Л. Слонимского.

## Биография
Родился 23 мая (4 июня) 1881 года в Санкт-Петербурге, в семье видного публициста и критика Л. З. Слонимского, внук изобретателя Хаима-Зелика Слонимского; его дядей по матери был С. А. Венгеров
После окончания 3-й Санкт-Петербургской гимназии учился на славяно-русском отделении историко-филологического факультета Санкт-Петербургского университета, по окончании которого в 1904 году начал преподавать в Екатерининской гимназии. Но по болезни (туберкулёз) выехал в 1906 году в Швейцарию (Давос).
Первая научная работа Александра Слонимского появилась под псевдонимом в 1903 году: о «Душеньке» И. Богдановича, — в «Литературном вестнике» (1903. — № 1. — С. 46—66);.
В 1904 году он опубликовал в «Историческом вестнике» (1904. — № 6. — С. 970—986) статью «Политические взгляды Пушкина», в которой доказывал, что поэт на всю жизнь остался верен идеалам декабристов. Дальнейшее развитие положения этой работы нашли в статье «Пушкин и декабрьское движение», которая была напечатана в редактировавшемся С. А. Венгеровым собрании сочинений Пушкина (Т. 2. — СПб., 1908. —С. 503—528).
Литературная деятельность А. Л. Слонимского возобновилась только после 1917 года, когда он вошёл в редакционную коллегию Литературно-издательского отдела Наркомпроса; был членом редакционной коллегии журнала «Былое».
В 1919 году уехал в Чернигов, где заведовал театральной секцией Губнаробраза и читал лекции в педагогическом институте. Возвратился в Петроград в 1921 году.
До 1929 года он преподавал в Институте народного образования, переименованном впоследствии в Педагогический институт им. Н. К. Крупской.
В 1923 году была издана его книга «Техника комического у Гоголя», которая стала началом его исследования творчества писателя. В то же время он продолжал заниматься творчеством Пушкина: «О композиции „Пиковой дамы“» («Пушкинский сборник памяти С. А. Венгерова». — 1923. — С. 171—188). К столетию со дня гибели Пушкина появились его работы во «Временнике Пушкинской комиссии»: «Пушкин и комедия 1815—1820 гг.» (Т. 2. — 1936. — С. 23—42); «Первая поэма Пушкина» (Т. 3. — 1937. — С. 183—202).
К 1924 году относятся первые опыты Слонимского в детской литературе. Наиболее значительное его произведение — историческая повесть «Черниговцы» (1928, многократно переиздавалась) о восстании Черниговского полка под руководством С. И. Муравьева-Апостола.
Во время блокады Ленинграда дом Слонимского на Петровском острове был разрушен бомбой; пропал целый ряд рукописей и заготовленных материалов, сам Слонимский в тяжёлом состоянии был эвакуирован в Москву.
В конце 1940-х годов он закончил рукопись монографии «Народные основы поэзии Пушкина», которую и представил в Ленинградский университет в качестве диссертации на соискание учёной степени доктора филологических наук. Защита состоялась 26 февраля 1948 года; А. Л. Слонимский был единогласно признан членами совета достойным искомой научной степени и решение было утверждено учёным советом университета 31 мая 1948 года. Однако это решение было оспорено ВАК, которая потребовала повторной защиты, от чего Слонимский отказался. В результате монография не была напечатана.
В последний, московский период его жизни, Слонимский стал всё большее внимание уделять художественной прозе и популяризаторской работе.
В 1960 году вышла его повесть «Детство Пушкина» (М.: Детгиз), затем «Лицей» (1964) — позднее они были объединены в книгу «Юность Пушкина» (1966). Работа «Мастерство Пушкина» (М., 1959; 2-е изд. — М., 1963) стала завершением его научных исследований творчества Пушкина.
Умер 14 октября 1964 года в Москве. Похоронен на кладбище Донского монастыря (около Большого собора), рядом с родственниками А. С. Пушкина: его жена, писательница Лидия Леонидовна Слонимская (1900—1965), покоящаяся рядом с мужем — правнучка Ольги Сергеевны Павлищевой, сестры Пушкина. Здесь же, на надгробной плите имя их сына Слонимского Владимира Александровича, погибшего на фронте в 1944 году; с ним пресеклась женская линия потомков Сергея Львовича и Надежды Осиповны Пушкиных.
Сестра — Юлия Леонидовна Слонимская (в замужестве Сазонова, 1887—1957), поэтесса, прозаик, литературный критик, с 1920 года в эмиграции во Франции.